# Przeszukiwanie tabu
Przeszukiwanie tabu (Tabu search, TS) – metaheurystyka (algorytm) stosowana do rozwiązywania problemów optymalizacyjnych. Wykorzystywana do otrzymywania rozwiązań optymalnych lub niewiele różniących się od niego dla problemów z różnych dziedzin (np. planowanie, planowanie zadań). Twórcą algorytmu jest Fred Glover.
Podstawową ideą algorytmu jest przeszukiwanie przestrzeni, stworzonej ze wszystkich możliwych rozwiązań, za pomocą sekwencji ruchów. W sekwencji ruchów istnieją ruchy niedozwolone, ruchy tabu. Algorytm unika oscylacji wokół optimum lokalnego dzięki przechowywaniu informacji o sprawdzonych już rozwiązaniach w postaci listy tabu (TL).